# Szumowo (powiat sokólski)
Szumowo – wieś w Polsce położona w województwie podlaskim, w powiecie sokólskim, w gminie Korycin.
W latach 1975–1998 miejscowość należała administracyjnie do województwa białostockiego.
Liczba ludności wsi Szumowo w roku 2011 wynosiła 82 osoby.
Wierni kościoła rzymskokatolickiego należą do parafii Znalezienia i Podwyższenia Krzyża Świętego w Korycinie.